# Yann Tholoniat
Yann Tholoniat, né le 11 septembre 1972 à Mâcon est un angliciste français.

## Biographie
Il est ancien élève de l'École normale supérieure (promotion 1993). Son domaine de recherche est la poésie britannique romantique et post-romantique. Ses travaux portent en particulier sur des poètes tels que Robert Browning ou Robert Burns. Il est actuellement professeur en littérature britannique à l'université de Lorraine, spécialiste de Robert Browning, de Joseph Conrad et de Robert Burns.
Sa thèse de doctorat a renouvelé la critique de Browning en mettant l'accent sur l'oralité de sa poésie, et a obtenu le deuxième prix de la Recherche de la Société des Anglicistes de l'Enseignement Supérieur (SAES/AFEA) en 2010. La Browning Society de Londres, intéressée par cette approche, en a demandé un compte-rendu en anglais qui a été publié dans son bulletin annuel (The Journal of Browning Studies) de 2011.
En 2004, il est élu maître de conférences à l'Université Marc Bloch-Strasbourg 2 (devenue Université de Strasbourg en 2009). Il a publié de nombreux articles sur Robert Browning, Thomas De Quincey, Joseph Conrad, et Robert Burns.
Il a soutenu avec succès en décembre 2010 son Habilitation à diriger des recherches (HDR) et a été élu Professeur de littérature britannique à l'Université de Lorraine en 2012.